# Bulbophyllum cuniculiforme
Bulbophyllum cuniculiforme är en orkidéart som beskrevs av Johannes Jacobus Smith. Bulbophyllum cuniculiforme ingår i släktet Bulbophyllum och familjen orkidéer. Inga underarter finns listade i Catalogue of Life.